# Хивинке
Хивинке (фин. Hyvinkää, швед. Hyvinge) је град у Финској, у јужном делу државе. Хивинке је други по величини и значају град округа Финска Нова Земља (после Хелсинкија), где он са окружењем чини истоимену општину Хивинке.

## Географија
Град Хивинке се налази у јужном делу Финске. Од главног града државе, Хелсинкија, град је удаљен 60 км северно.
Рељеф: Хивинке се сместио у југоисточном делу Скандинавије, у историјској области Финска Нова Земља. Подручје града је равничарско до брежуљкасто, а надморска висина се креће око 120 м.
Клима у Хивинкеу је је континентална, мада је за ово за финске услова блажа клима због утицаја оближњег Балтика. Стога су зиме нешто блаже и краће, а лета свежа.
Воде: Хивинке се развио у унутрашњости, без изласка на већу реку или језеро. И поред тога у градској околини има низ мањих језера.

## Историја
Хивинке је релативно млад град. Први помен данашњег насеља је из 16. века, када је овде постојала крчма на путу од Хелсинкија ка северу. Тек крајем 19. века овде се јавља значајније насеље, које се брзо развија услед доброг положаја и прометности. Ово насеље је 1960. године добило градска права.
Последњих пар деценија град се брзо развио у савремено градско насеље под снажним утицајем оближњег Хелсинкија.

## Становништво
Према процени из 2012. године у Хивинкеу је живело 42.364 становника, док је број становника општине био 45.749.
Етнички и језички састав: Хивинке је одувек био претежно насељен Финцима. Последњих деценија, са јачањем усељавања у Финску, становништво града је постало шароликије. По последњим подацима преовлађују Финци (95,9%), у малом броју су присутни и Швеђани (0,9%), док су остало усељеници. Од новијих усељеника посебно су бројни Руси.

## Галерија
- Стамбени део Хивинкеа
- Стари санаторијум
- Главна протестантска црква у граду
- Православна црква у граду